# Gemeinschaftswaschküche
Die Gemeinschaftswaschküche in der Schweiz ist eine Waschküche, die von allen oder einem Teil der Bewohner eines Mehrfamilienhauses gemeinschaftlich genutzt wird.

## Definition und Begriffsabgrenzung
Unter einer Waschküche wird das Gesamtsystem für das Waschen und das Trocknen verstanden. Das beinhaltet alle entsprechenden «Räumlichkeiten, Geräte und Vorrichtungen».
Eine Variante einer solchen Waschküche ist die Gemeinschaftswaschküche. Eine Gemeinschaftswaschküche wird zumindest von einem Teil der Bewohner eines Mehrfamilienhauses gemeinschaftlich genutzt. Eine solche Waschküche besteht aus einem Raum oder mehreren voneinander getrennten Räumen, die zum Waschen, Tumblen oder Trocknen oder in einer Kombination davon verwendet werden kann.
Von Gemeinschaftswaschküchen abzugrenzen sind Wascheinrichtungen in der eigenen Wohnung, die vom Vermieter oder vom Bewohner gestellt werden oder eine Kombination zwischen beispielsweise einem eigenen Waschturm in der Wohnung sowie einem Gemeinschafts-Trocknungsraum im Keller. Nicht Bestandteil einer Gemeinschaftswaschküche sind Angebote zur Trocknung der Wäsche im Freien, wozu beispielsweise festmontierte Wäscheständer im Freien oder Haken auf dem Balkon gehören.

## Betrieb

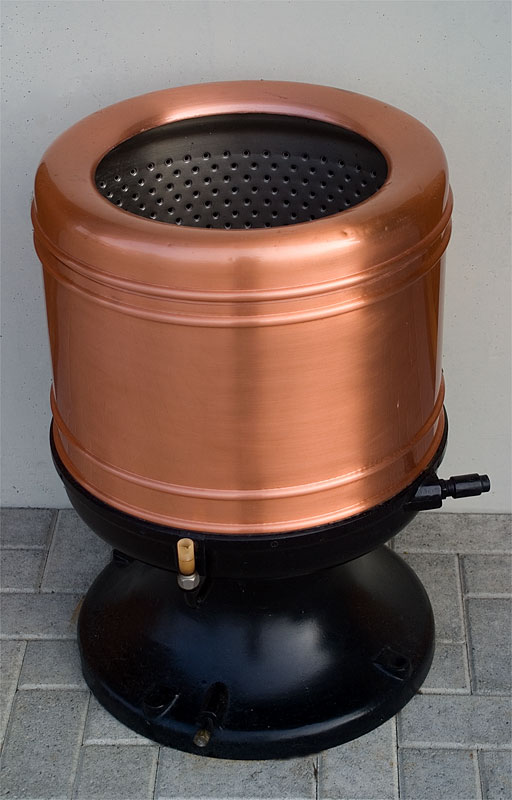
Wäscheschleuder mit Wasserturbinenantrieb

### Standort und Aufteilung
Eine Gemeinschaftswaschküche befindet sich in älteren Gebäuden meistens im Keller ausserhalb der Dämmperimeter, in neueren Gebäuden befindet sich die Küche zunehmend im Parterre, nicht zuletzt auf Grund von Minergie-Vorgaben. In seltenen Fällen befindet sie sich im Estrich.
Ein Mehrfamilienhaus mit einer Gemeinschaftswaschküche kann aus einem oder mehreren Waschräumen bestehen. Ein Waschraum besteht aus einer bis zwei Waschmaschinen sowie einem bis zwei Tumblern, wobei der Einsatz von Tumblern noch nicht überall Standard ist. Im Waschraum oder in einem separaten Trocknungsraum sind Wäscheleinen fix aufgehängt, mit zunehmender Tendenz ist dort ein Secomat (aktive Trocknung mit Raumluft-Wäschetrockner) installiert. Früher gehörten Wäscheschleuder ebenfalls zur Standardausstattung.
Als Alternative zu in mehreren Räumen aufgeteilten Waschküchen kann ein einziger grosser Waschsalon zur Verfügung gestellt werden. Solche findet man – mit abnehmender Tendenz – meistens in grösseren Hochhäusern im urbanen Raum oder in Genossenschaftsbauten. In einem Waschsalon sind drei oder mehr Waschmaschinen und Tumbler aufgestellt.

### Waschplan
Üblicherweise bekommt jeder Bewohner einer Liegenschaft ein Zeitfenster, an dem er die Waschküche exklusiv für sich benutzen kann. Sichergestellt wird das durch ein Reservierungssystem, dem Waschplan oder dem Waschküchenplan. Ob ein Waschplan eingeführt wird und wie dieser ausgestaltet ist, ist vom Vermieter, vom Hauswart, der Mieterschaft oder den Stockwerkeigentümern abhängig. Fehlt ein Waschplan, so gilt entweder das first-come-first-served-Prinzip oder es wird, bei Häusern mit geringer Fluktuation, auf das Gewohnheitsrecht berufen.
Ein Waschplan kann auf folgende zwei Arten erstellt werden:
- Einschreiben: Der Bewohner trägt mittels Eintragen seine Waschzeiten in einen in der Waschküche aufgehängten Kalender oder einem elektronischen Terminal ein. Dort werden «freie Lücken» eigenständig belegt.
- Fixe Zeiten: Die Verwaltung oder der Hauswart definiert, teils in Absprache mit den Bewohnern, fixe, regelmässig wiederkehrende, Zeitfenster für alle Bewohner für ein Jahr oder bis auf Widerruf.[AN 3] Früher waren Pläne üblich, bei der eine Partei die Küche einen ganzen Tag exklusiv für sich hatte, dafür waren lange Intervalle von zwei bis drei Wochen üblich. Heute sind eher wöchentliche Intervalle üblich, dafür bekommt der Bewohner nur noch einen Zeitfenster von ein paar Stunden (z. B. morgens, nachmittags oder abends).[1]

Eine häufige Konfliktursache zwischen Benutzern ist das Nicht-Einhalten des Waschplans. Diesem Umstand wird meist dadurch umgegangen, indem ein Waschküchenschlüssel eingeführt wird. Dieser ermöglicht den Zugang zur Waschküche und ist vom Vorgänger in den Briefkasten des Nachfolgers einzuwerfen. So können Dritte nicht zwischendurch waschen.
Gemäss einer Umfrage von Homegate sind 75 % der Befragten zufrieden mit ihrem Waschplan.
Einige Mehrfamilienhäuser, die einen Waschplan kennen, stellen im selben Raum oder in separaten Räumen zusätzliche Waschmaschinen für die «Wäsche zwischendurch» zur Verfügung, die ohne Reservierung verwendet werden können.

### Waschzeiten
Per Hausordnung verordnet gilt in vielen Liegenschaften eine Nacht- und Sonntagsruhe, das das Waschen einschliesst. Gilt eine solche Ordnung, kann zu diesen Zeiten die Stromzufuhr zur Waschmaschine und Tumbler durch eine Schaltuhr getrennt werden. Liegenschaften, an denen ein 24-Stunden-Betrieb erlaubt sind, sind eher selten.
Über Mittag zu Stromspitzenzeiten wurde bis in die 2000er- und in die 2010er-Jahre die Stromzufuhr zu Waschmaschinen und Tumblern in vielen Gemeinden vom Energielieferanten zentral gesteuert deaktiviert, somit konnte zu Sperrzeiten, üblicherweise über Mittag, nicht gewaschen werden. Heute kennen die meisten Stromlieferanten keine Mittagssperre mehr oder sie ist nur noch im Winterhalbjahr aktiv. An einigen Orten ist die Aufhebung einer Sperre gegen Gebühr möglich.

### Verbrauchsabrechnung
Die durch die Waschküchenbenutzung verursachten Kosten können entweder pauschal über die allgemeinen Nebenkosten oder Teile davon individuell abgerechnet werden. Während das Service-Abonnement oder die Reinigung zwingend über die Nebenkostenabrechnung laufen muss, kann der Strom- und der Wasserverbrauch individuell abgerechnet werden. Letzteres ist heute üblich.
Wird der Verbrauch individuell abgerechnet, so wird in der Regel ein System zur Verbrauchsabrechnung installiert:
- Waschkartensystem oder Card-System: Jede Waschmaschine und Tumbler hat ein damit verbundenes Kartenlesegerät. Jeder Nutzer kann beim Hauswart oder über ein Terminal Guthaben auf seine Karte aufladen. Mit der Guthabenkarte wird die Maschine freigeschaltet und entsprechend Guthaben abgezogen. Einige moderne Systeme akzeptieren auch gängige Debit- und Kreditkarten. Bei einem solchen System wird meist nach der Wasch- und Tumblerzeit abgerechnet.
- Waschmaschinenzählerumschalter-Schlüssel, Kodierschlüssel oder Codekarte: Mittels Einstecken einer Codekarte wird der Stromverbrauch der jeweiligen Maschine auf den eigenen Stromzähler umgeschaltet, während das Wasser pauschal über die Nebenkostenabrechnung läuft.
- Münz- oder Jetonzähler: Das im Rückgang befindliche System funktioniert über einen klassischen Münz- oder Jetonzähler, bei der pro eingeworfene Münze die Maschine für eine bestimmte Dauer oder – bei Münzstromzählern – für einen bestimmten Stromverbrauch, beispielsweise 1 Kilowattstunde, freigeschaltet wird. Früher waren 20-Rappen-Münzen üblich, heute werden aus Einbruchsgründen meist Jetons verwendet.

Heute ist die Akzeptanz eines Waschmaschinenzählerumschalters bei den Vermietern gering, da der Stromverbrauch nur einen Bruchteil der eigentlichen Kosten ausmacht. Mit einem Kartensystem dagegen kann ein beliebiger Zeittarif definiert werden, obwohl rechtlich gesehen der Vermieter einzig den Wasser- und Stromverbrauch über ein solches System abrechnen darf (der Rest geht über die üblichen Nebenkosten).
Das Trocknen mit Hilfe eines Secomaten wird üblicherweise nicht verrechnet, damit die Bewohner nicht dazu verleitet werden, ihre Wäsche zur Vermeidung entsprechender Kosten in der Wohnung aufzuhängen.

## Soziale Aspekte

### Verbreitung und Akzeptanz
In den 2010er-Jahren sind in der Schweiz Gemeinschaftswaschküchen sehr verbreitet, sowohl in bestehenden Bauten als auch in Neubauten. Bei Neubauten findet man diese insbesondere in Häusern im tiefen Preissegment oder in Gebäuden mit vielen kleinen Wohnungen. Trocknungsräume sind in allen Preissegmenten standardmässig vorhanden.
In neueren Wohnungen oder bei Umbauten im höheren Preissegment werden in den Wohnungen Anschlüsse für einen eigenen Waschturm vorbereitet oder nachgerüstet. Bei Nachrüstungen werden bestehende Waschküchen meist weiter betrieben, wodurch der Bewohner eine Auswahlmöglichkeit hat. Vermieter stellen manchmal auch bei günstigeren Wohnungen Anschlüsse zur Montage eigener Waschmaschinen bereit, unter anderem, damit Mieter diese Anlagen nicht eigenmächtig anschliessen, mit der Gefahr, dass der Anschluss nicht sachgerecht erfolgt.
In älteren Liegenschaften sind Einrichtungen zum Aufhängen der Wäsche im Freien meist vorhanden, in Neubauten des 21. Jahrhunderts wird das kaum noch angeboten.
Die meisten Bewohner wünschen Waschmöglichkeiten in der eigenen Wohnung, Gemeinschaftswaschküchen entsprächen nicht dem Bedürfnis der heutigen Bevölkerung. Anderseits sollen aus Vermietersicht Gemeinschaftswaschküchen als die platzsparende und ökologisch bessere Variante gelten.

### Konflikte
Um Konflikten vorzubeugen, existiert in den meisten Liegenschaften mit einer Waschküche eine Hausordnung, welche die Waschküche einschliesst, oder eine separate Waschküchenordnung.
Dennoch entstehen Konflikte. Gemäss einer 2015 durchgeführten Umfrage von Homegate waren 79 Prozent der Befragten mehrmals jährlich in Konflikten im Zusammenhang mit der Waschküche involviert gewesen. Solche Konflikte sind aber selten massiv oder kommen gar vor Gericht.
Folgende Konfliktursachen sind üblich:
- ungenügenden Reinigung der Geräte durch den Vorgänger (Tumbler-Filter, Secomat-Behälter, …)
- das Nicht-Einhalten der Hausordnung bzw. der Waschküchenordnung (z. B. Nicht-Beachten des Waschplans, das Herausnehmen der Wäsche des Vorgängers,[10] …)
- Uneinigkeiten bezüglich des Waschplans (z. B. bevorzugen alleinstehende Berufstätige oder Doppelverdiener meist, abends zu waschen, was nicht immer aufgeht)
- Sonstige Gewohnheiten oder Unregelmässigkeiten (Offenlassen von Fenstern oder Licht brennen lassen, Waschküchenschlüsselübergabe versäumt, …)

### Gemeinschaftswaschküche in der Kultur
Die Gemeinschaftswaschküche und die damit verbundenen Regelungen werden als Schweizer Eigenart bezeichnet, da solche Küchen im Ausland unüblich sind oder sich im starken Rückgang befinden.
Das Waschküchensystem, die aus ausländischer Sicht teilweise absurd wirkenden Regelungen, die Konflikte und die daraus folgende erzwungene Kommunikation zur Konfliktbewältigung mittels «Zettel und Stift» werden teilweise persifliert und in der Literatur verarbeitet. So schrieb Hugo Loetschers das Buch Der Waschküchenschlüssel mit der Aussage, in der Waschküchenordnung manifestiere sich das demokratische Verständnis und soziale Verhalten der Schweizer:

«Der Waschküchenschlüssel ist in diesem Lande nicht einfach ein Gebrauchsgegenstand, welcher jenen Raum öffnet, den man Waschküche nennt und wo die Maschinen stehen, welche den Vorgang erleichtern, der ‹waschen› heisst. O nein. Der Waschküchenschlüssel erschliesst hierzulande einen ganz anderen Bereich; er bietet Zugang zu Tieferem.»

Blogs, vorwiegend solche von sich in der Schweiz aufhaltenden Expats, setzen sich auch entsprechend mit dem Schweizer Waschküchensystem auseinander.